# یاسو، شیگا
یاسو در استان شیگا در کشور ژاپن واقع شده‌است  که دارای جمعیت ۴۹٬۸۲۱ نفر و مساحت ۸۱٫۰۷ کیلومتر مربع با تراکم جمعیت ۶۱۵  نفر در کیلومترمربع است و در تاریخ ۱ اکتبر ۲۰۰۴ به عنوان شهر شناخته شد.